# Nisterberg
Nisterberg là một đô thị thuộc huyện Altenkirchen, trong bang Rheinland-Pfalz, phía tây nước Đức. Đô thị Nisterberg có diện tích 4,54 km², dân số thời điểm ngày 31 tháng 12 năm 2006 là 436 người.